# Rosa 'nfamità/Nu poco 'e tutte cose
Rosa 'nfamità/Nu poco 'e tutte cose è il 14° singolo di Mario Merola pubblicato nel 1964.

## Descrizione
Il disco contiene due cover.

## Tracce
Lato A
1. Rosa 'nfamità (testo: Raffaele Mallozzi – musica: Nunzio Gallo, Renato Belluccio e Vincenzo Parisi)

Lato B
1. Nu poco 'e tutte cose (testo: Ugo Frisoli – musica: Gianni Aterrano)